# Daniel Opazo
Daniel Hernán Opazo (Neuquén, Provincia del Neuquén, Argentina; 8 de noviembre de 1996) es un futbolista argentino. Juega como delantero y actualmente se encuentra en el Club Atlético Maronese , el último club en el que jugó fue a Deportes Puerto Montt, luego de descender de la Primera B de Chile en la temporada 2023.

## Trayectoria
Tuvo pasos por las divisiones inferiores de Maronese y Cipolletti. Su carrera profesional comenzó en el Torneo Federal B, defendiendo la camiseta de 25 de Mayo, donde jugó 9 partidos. En 2016, Opazo regreso a Cipolletti, en el Torneo Federal A, debutando en marzo de 2016 ante Independiente de Neuquén, además de jugar 4 partidos más ese año. La temporada siguiente, jugó 19 partidos marcando 4 goles.
El 16 de julio de 2022 fue anunciado como nuevo refuerzo de Newells Old Boys de la Primera división Argentina, en un contrato por 4 años. Debutó por el conjunto leproso en un empate sin goles ante Unión de Santa Fe.
Opazo se marchó cedido a San Martin de San Juan el 8 de julio de 2018, regresando en diciembre del mismo año tras sin jugar ningún partido. En febrero de 2019, volvió en calidad de cedido a Cipolletti, firmando como jugador libre en 2020 tras el fin de su contrato en Newell's. Durante la Pandemia de COVID-19, fue despedido de Cipolletti, habiendo marcado 5 goles.
El 24 de octubre de 2020, fue anunciado como refuerzo de Unión San Felipe de la Primera B chilena. En julio de 2021, se anunció su fichaje por el Deportivo Madryn. El 24 de junio de 2022, fue anunciado como nuevo jugador de Deportes Puerto Montt de la Primera B Chilena, finalmente luego de descender en la temporada 2023 queda libre.

## Clubes
| Club                              | País      | Año       |
| --------------------------------- | --------- | --------- |
| 25 de Mayo                        | Argentina | 2015      |
| Cipolletti                        | Argentina | 2016-2017 |
| Newell's Old Boys                 | Argentina | 2017-2019 |
| → San Martín de San Juan (cedido) | Argentina | 2018      |
| → Cipolletti (cedido)             | Argentina | 2019      |
| Cipolletti                        | Argentina | 2020      |
| Unión San Felipe                  | Chile     | 2020-2021 |
| Deportivo Madryn                  | Argentina | 2021-2022 |
| Deportes Puerto Montt             | Chile     | 2022-2023 |